# 周大文

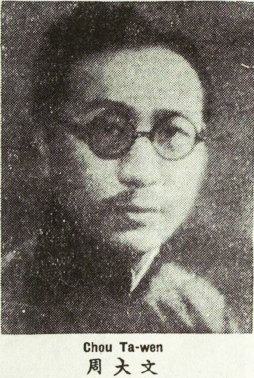
Who's Who in China 5th ed. (1936)

周 大文（しゅう だいぶん、中国語: 周大文; 拼音: Zhōu Dàwén; ウェード式: Chou Ta-wen、1890年（清光緒16年） - ?）は、中華民国の政治家。字は莘章。江蘇省常州府無錫県の人。

## 事績
天津新学院を卒業後、奉天派に属する。奉天督軍公署電務処長、東三省巡閲使秘書長、東北電政監督、本渓湖煤鉄公司督弁を歴任した。易幟後の1931年（民国19年）8月に、国民政府実業部開灤鉱務督弁に任ぜられる。1931年（民国20年）2月から1933年（民国22年）6月まで北平特別市市長に起用された（ただし1932年1月までは、青島市長でもあった胡若愚が市長代理を務めている）。1932年（民国21年）、周大文は東北政務委員会委員、北平政務委員会財政整理委員会常務委員に任命されている。以後、周の行方は不明である。

## 注
1. ↑  劉国銘主編（2005）、1593頁。
2. ↑  徐主編（2007）、896頁。